# Charlottenburg

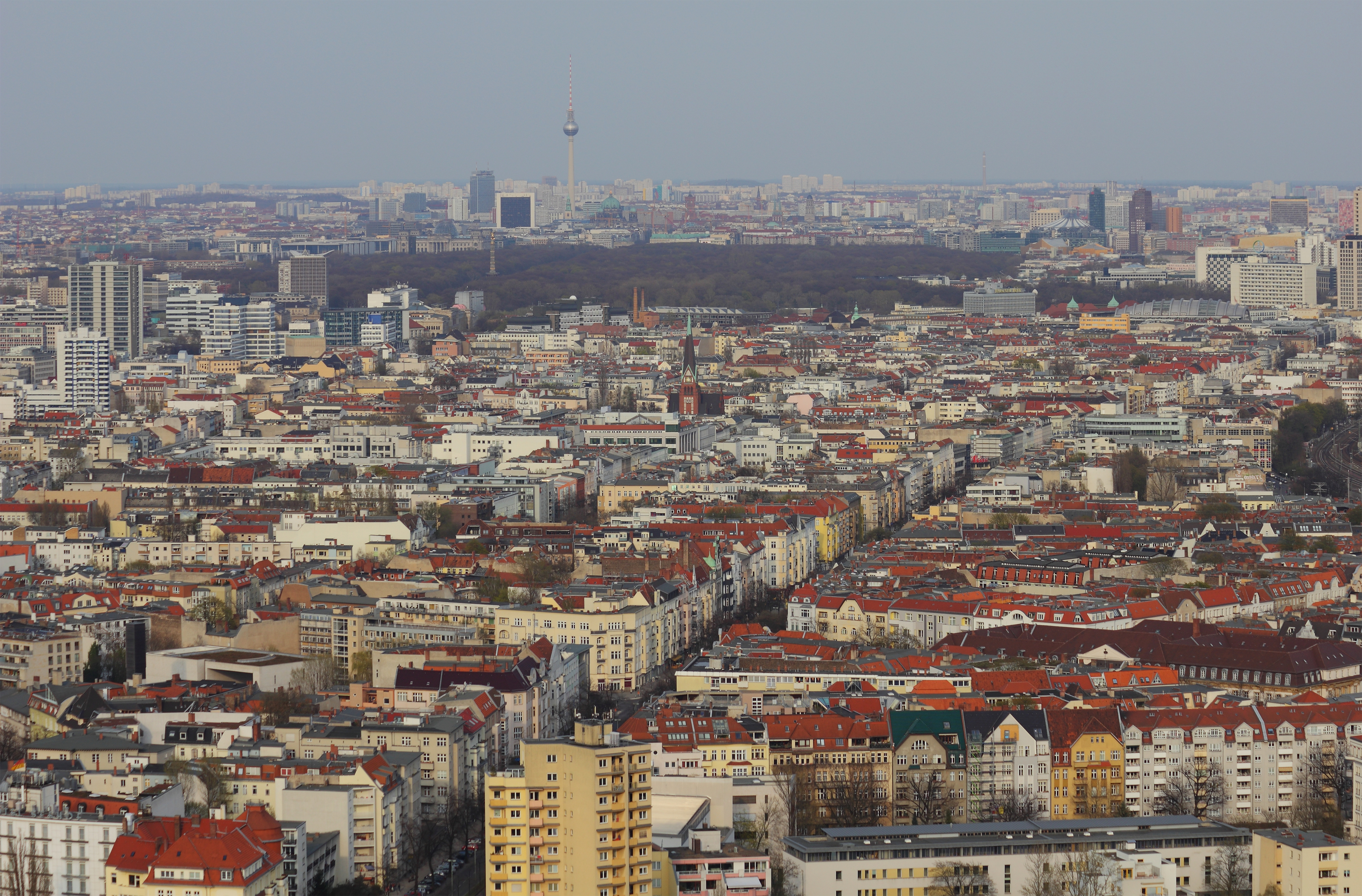
Charlottenburg

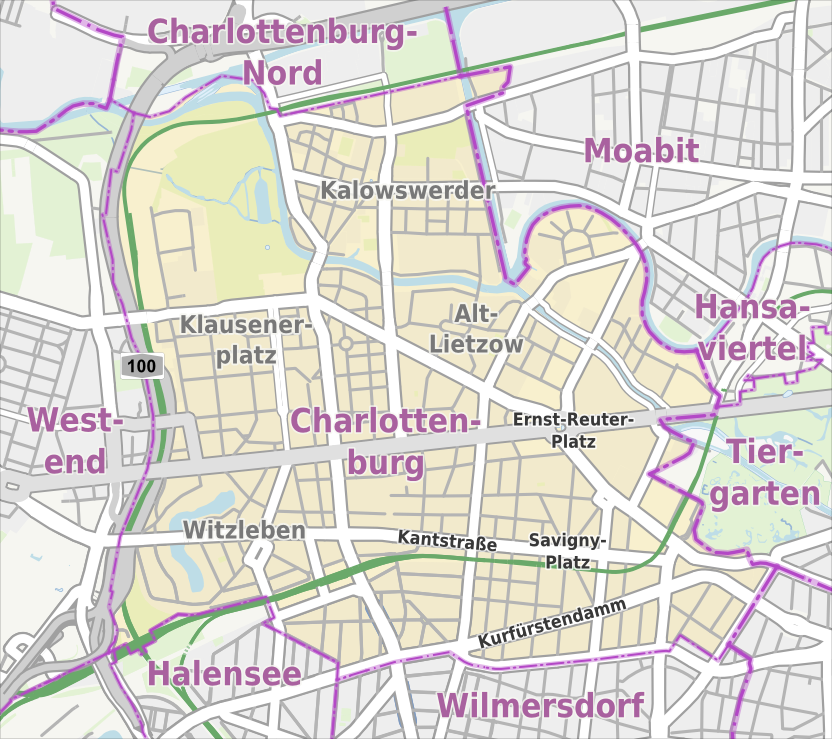
Mappa del quartiere

Charlottenburg è un quartiere (Ortsteil) di Berlino, appartenente al distretto (Bezirk) di Charlottenburg-Wilmersdorf.

## Posizione
Charlottenburg si trova nella zona occidentale della città. È bagnato dal fiume Sprea e dal Landwehrkanal.
Procedendo da nord in senso orario, confina con i quartieri di Charlottenburg-Nord, Moabit, Hansaviertel, Tiergarten, Schöneberg, Wilmersdorf, Halensee e Westend.
Nel quartiere Charlottenburg si trova una delle più variegate offerte culturali di Berlino. Oltre ai numerosi musei, in particolare spiccano l'Opera tedesca e il Teatro dell'Ovest. Inoltre ci sono molti altri teatri, palcoscenici e cinema. Il più grosso ateneo, l'Università Tecnica (Technische Universität) si trova a Charlottenburg, così come una delle accademie d'arte più vecchie della Germania, l'Università d'Arte (Universität der Künste). Qui ha la propria sede tedesca pure la prestigiosa ESCP Business School. 
Anche per gli appassionati dello shopping Charlottenburg offre molte opportunità: oltre al viale Kurfürstendamm esistono molte vie per fare acquisti e centri commerciali come il Wilmersdorfer Arcaden o l'Europacenter.

## Storia

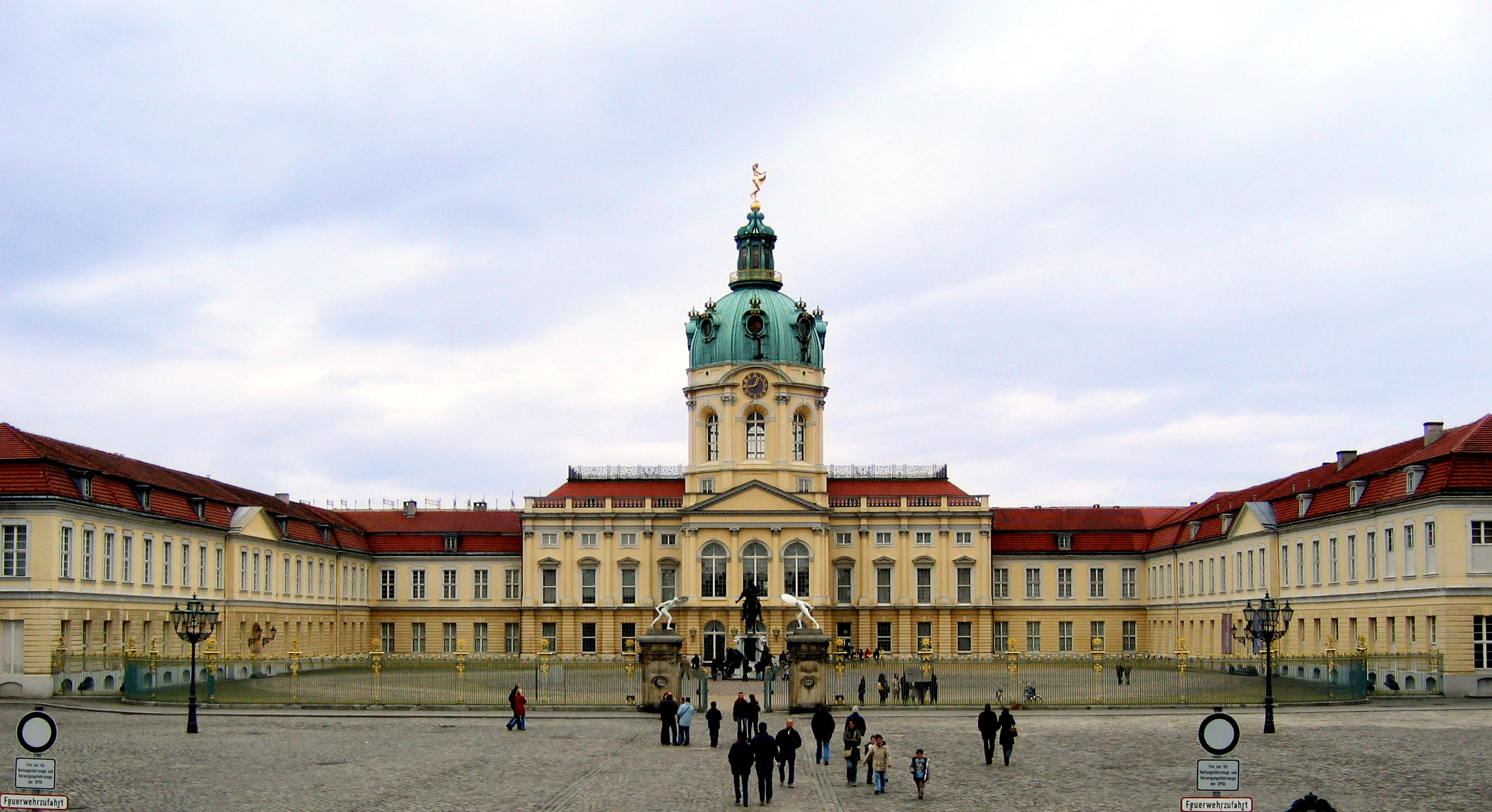
Il castello

Nell'area dell'attuale quartiere di Charlottenburg esistevano dal medioevo tre piccoli centri abitati, di origine slava, ad economia agricola: Lietzow (o Lützow), nei pressi dell'attuale municipio; Casow, sulla riva opposta della Sprea; Glienicke, fra le attuali strade Kantstraße e Kurfürstendamm.
Nel 1695 Sofia Carlotta, moglie del principe elettore Federico III di Brandeburgo, acquisì l'area e vi fece costruire una residenza estiva a cui diede il nome di Lützenburg.
Nel 1701 Federico III assunse il nome e il titolo di Federico I, re in Prussia; alla residenza di Lützenburg iniziarono così lavori di ampliamento, per trasformarla in un castello di rappresentanza.
Nel 1705, alla morte della regina Sofia Carlotta, il castello di Lützenburg prese il nome di Charlottenburg, e contemporaneamente assunse il titolo di città (intorno al castello si era sviluppato un insediamento a maglia ortogonale). Fino al 1720 Charlottenburg fu alle dirette dipendenze del re prussiano, che ne deteneva la carica di borgomastro.
Federico I intendeva destinare il castello di Charlottenburg a residenza reale suburbana, seguendo il modello proposto dal Re Sole a Versailles e ripreso da molti sovrani d'Europa; tuttavia questo ruolo passò già con il regno di Federico II il Grande al castello di Sanssouci a Potsdam. Charlottenburg divenne comunque una meta apprezzata per le gite fuori porta dei cittadini berlinesi.
Nel XIX secolo lo sviluppo di Charlottenburg si fece tumultuoso, trasformando la cittadina in una grande città borghese: molti industriali berlinesi vi costruirono le loro ville, come già era accaduto nel quartiere berlinese del Tiergarten; la Villenkolonie Westend fu realizzata in pochi anni a partire dal 1866. Dal 1º gennaio 1877 Charlottenburg divenne città extracircondariale (precedentemente apparteneva al circondario di Teltow).

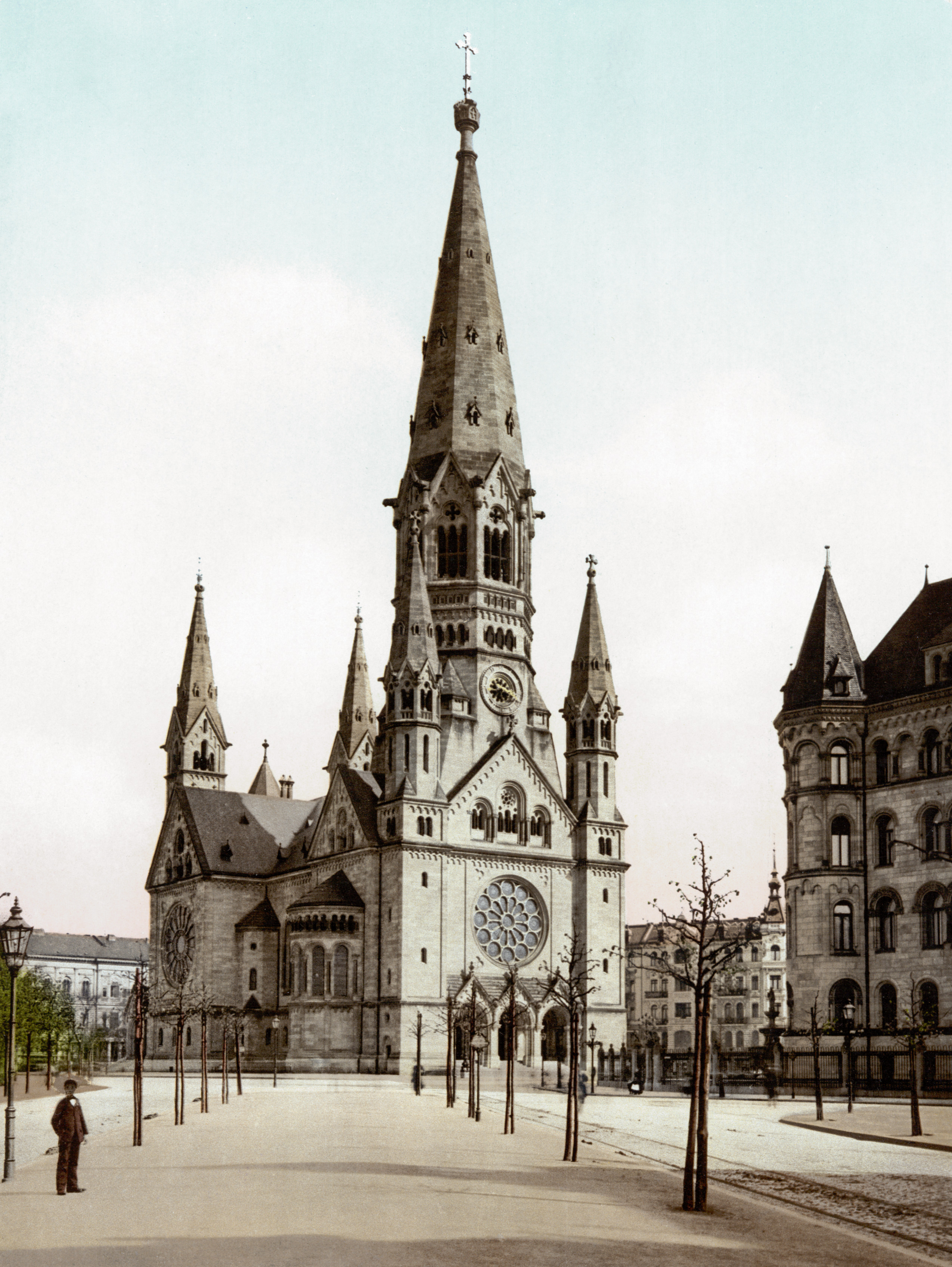
La Gedächtniskirche intorno al 1900

Charlottenburg divenne una città orgogliosa dei propri primati e della propria indipendenza: la "città più ricca della Prussia" gareggiava in tutti i campi con la capitale, contrapponendo la vecchia capitale della burocrazia (Berlino) al "nuovo ovest" industriale (Charlottenburg, ma anche Schöneberg e Wilmersdorf). Erano a Charlottenburg, e non a Berlino, il più importante grande magazzino (KaDeWe) e la maggiore strada commerciale (Kurfürstendamm), così come la Technische Hochschule (attuale TU Berlin) e la Hochschule der Künste.
Nel 1905, in occasione del 200º anniversario dalla fondazione della città, fu realizzato il Municipio, che gareggiava in imponenza con il municipio di Berlino. Nel 1907 al margine occidentale del Tiergarten fu eretta la Charlottenburger Tor, sorta di ingresso monumentale a Charlottenburg come la Porta di Brandeburgo lo era per Berlino.
I progetti di allargamento del territorio cittadino berlinese, con l'annessione di città e comuni limitrofi, incontrarono sempre l'opposizione di Charlottenburg, che alla proposta della creazione di una "Grande Berlino" contrappose l'idea della "Grande Charlottenburg".
Alla costituzione della "Grande Berlino" si arrivò finalmente nel 1920: Charlottenburg divenne il settimo distretto della città, comprendente anche gli allora territori agricoli (Gutsbezirk) di Plötzensee, Jungfernheide (parte sud) e Heerstraße (parte sud); il distretto si estendeva sulle aree degli attuali quartieri di Charlottenburg-Nord e Westend.
Dopo la Rivoluzione d'ottobre del 1917 numerosi intellettuali ebrei russi abitarono a Charlottenburg, in particolare nella zona tra Kantstraße e Kurfürstendamm, chiamata quindi dai berlinesi scherzosamente Charlottengrad. Nei primi anni venti i quartieri occidentali di Berlino costituivano capitale spirituale sostitutiva del mondo russo, fenomeno anche editoriale con una notevole pubblicazione di libri russi. Dopo la fine dell'Unione Sovietica Berlino - città dalla più rapida crescita della comunità ebraica a livello mondiale, Israele escluso - attira molti ebrei russi, motivo per cui il nomignolo Charlottengrad è tornato di moda.
Anche durante la Repubblica di Weimar e il successivo regime nazionalsocialista Charlottenburg mantenne il ruolo del quartiere berlinese più moderno, con la costruzione dei primi padiglioni della Fiera di Berlino (1919), della AVUS, la prima autostrada al mondo (1921), della torre della radio (1927) e del grande complesso sportivo Reichssportfeld, costruito per le Olimpiadi del 1936 e comprendente l'Olympiastadion. Tutte queste attrezzature si trovano oggi nel quartiere Westend.
Alla fine degli anni trenta Breitscheidplatz divenne la piazza più trafficata di Berlino, togliendo il primato a Potsdamer Platz.
Durante la seconda guerra mondiale i bombardamenti colpirono con violenza la parte orientale di Charlottenburg, nella zona della stazione Zoo e del Neuer Westen; la parte centrale del quartiere subì danni di minore entità.
Sorsero a Charlottenburg due dei migliori esempi della ricostruzione postbellica a Berlino Ovest: la nuova Gedächtniskirche, affiancata alla rovina della vecchia chiesa, e l'Ernst-Reuter-Platz con il grattacielo Telefunken.
Con la divisione della città (1949), il distretto di Charlottenburg fu assegnato al settore di occupazione britannico, e quindi a Berlino Ovest.
Il Neuer Westen assunse il ruolo di centro commerciale dei settori occidentali; i negozi e i grandi magazzini del Kurfürstendamm e della Tauentzienstraße divennero simbolo della superiorità e dell'opulenza del sistema capitalistico occidentale, contrapposto al socialismo di Berlino Est. Anche la costruzione dell'anello autostradale (attuale Stadtring A 100) lungo il tracciato della Ringbahn, pur con alcune difficoltà d'inserimento ambientale, rispondeva all'esigenza di creare una città moderna, "dedicata all'automobile" (Autogerechte Stadt).
Fu la costruzione improvvisa del Muro di Berlino (13 agosto 1961) a segnare l'inizio del declino: i negozi del Kurfürstendamm, non più in concorrenza diretta con il settore orientale, persero smalto; Charlottenburg divenne il centro delle contestazioni studentesche del 1968, spesso violente, dirette principalmente contro l'Amerika-Haus di Hardenbergstraße.
Negli anni Ottanta la zona intorno alla stazione di Berlino Giardino Zoologico divenne tristemente nota come centro dello spaccio e del consumo di eroina a cui si aggiungeva la diffusione della piccola criminalità e della prostituzione, tutti fenomeni crudemente raccontati nel libro Noi, i ragazzi dello zoo di Berlino da cui è stato tratto il noto film.
Nel 2001 il distretto di Charlottenburg fu unificato con quello di Wilmersdorf, a formare il nuovo distretto di Charlottenburg-Wilmersdorf; Charlottenburg ne divenne un quartiere (Ortsteil).
Nel 2004 i due nuovi quartieri di Charlottenburg-Nord e Westend sono stati scorporati dal quartiere di Charlottenburg, che è risultato pertanto notevolmente ridotto.

## Monumenti e luoghi d'interesse
- Castello di Charlottenburg (Schloss Charlottenburg)
- Deutsche Oper
- Breitscheidplatz, con:
  - Centro commerciale Europa-Center
  - Kaiser-Wilhelm-Gedächtniskirche
- Käthe-Kollwitz-Museum
- Municipio (Rathaus Charlottenburg)
- Theater des Westens
- Collezione Scharf-Gerstenberg
- Kirche am Lietzensee
- Chiesa della Trinità (Berlino)
- Autorimessa Kant (Kant-Garagen)

## Comunicazioni

### Autostrade
- Bundesautobahn 100 (Berliner Stadtring)

### Strade principali
- Bismarckstraße (B 2 e B 5)
- Budapester Straße
- Cauerstraße
- Dovestraße
- Droysenstraße
- Fasanenstraße
- Franklinstraße
- Gaußstraße
- Gervinusstraße
- Hardenbergstraße
- Helmholtzstraße
- Holtzendorffstraße
- Joachimstaler Straße
- Kaiser-Friedrich-Straße
- Kaiserdamm (B 2 e B 5)
- Kaiserin-Augusta-Allee
- Kantstraße
- Knobelsdorffstraße
- Kurfürstendamm
- Leibnizstraße
- Lewishamstraße
- Lietzenburger Straße
- Marchstraße
- Mierendorffstraße
- Neue Kantstraße
- Nürnberger Straße
- Olbersstraße
- Osnabrückerstraße
- Otto-Suhr-Allee
- Richard-Wagner-Straße
- Schloßstraße
- Sömmeringstraße
- Sophie-Charlotten-Straße
- Spandauer Damm
- Straße des 17. Juni (B 2 e B 5)
- Suarezstraße
- Tauentzienstraße
- Tegeler Weg
- Uhlandstraße
- Windscheidstraße
- Winterstraße

### Piazze principali
- Breitscheidplatz
- Ernst-Reuter-Platz

### Stazioni ferroviarie
- Berlin-Charlottenburg
- Berlin Jungfernheide
- Berlin Zoologischer Garten

### Stazioni dellaS-Bahn
- Charlottenburg (linee S5, S7, S75, S9, corrispondenza con la U-Bahn a Wilmersdorfer Straße)
- Jungfernheide (linee S41, S42, corrispondenza con la U-Bahn)
- Messe Nord/ICC (linee S41, S42, S46, corrispondenza con la U-Bahn a Kaiserdamm)
- Savignyplatz (linee S5, S7, S75, S9)
- Tiergarten (linee S5, S7, S75, S9)
- Westend (linee S41, S42, S46)
- Westkreuz (linee S41, S42, S46, S5, S7, S75, S9)
- Zoologischer Garten (linee S5, S7, S75, S9, corrispondenza con la U-Bahn)

### Stazioni dellaU-Bahn
- Adenauerplatz (linea U7)
- Augsburger Straße (linea U3)
- Bismarckstraße (linee U2, U7)
- Deutsche Oper (linea U2)
- Ernst-Reuter-Platz (linea U2)
- Jungfernheide (linea U7, corrispondenza con la S-Bahn)
- Kaiserdamm (linea U2, corrispondenza con la S-Bahn a Messe Nord/ICC)
- Kurfürstendamm (linee U1, U9)
- Mierendorffplatz (linea U7)
- Richard-Wagner-Platz (linea U7)
- Sophie-Charlotte-Platz (linea U2)
- Uhlandstraße (linea U1)
- Wilmersdorfer Straße (linea U7, corrispondenza con la S-Bahn a Charlottenburg)
- Zoologischer Garten (linee U2, U9, corrispondenza con la S-Bahn)

## Università
- ESCP Business School
- Technische Universität
- Universität der Künste   Berlino- Charlottenburg

## Galleria d'immagini

Castello
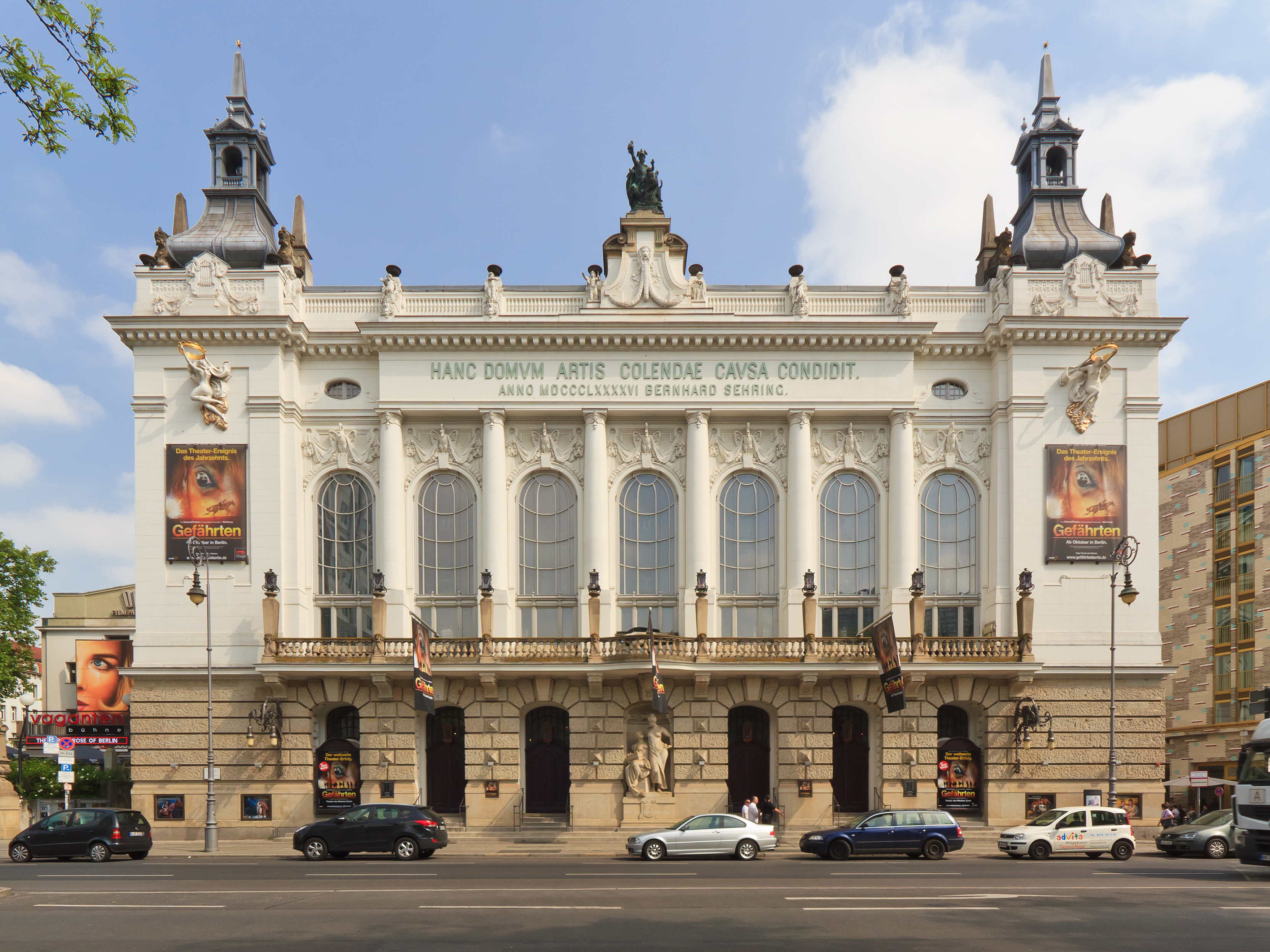
Theater des Westens
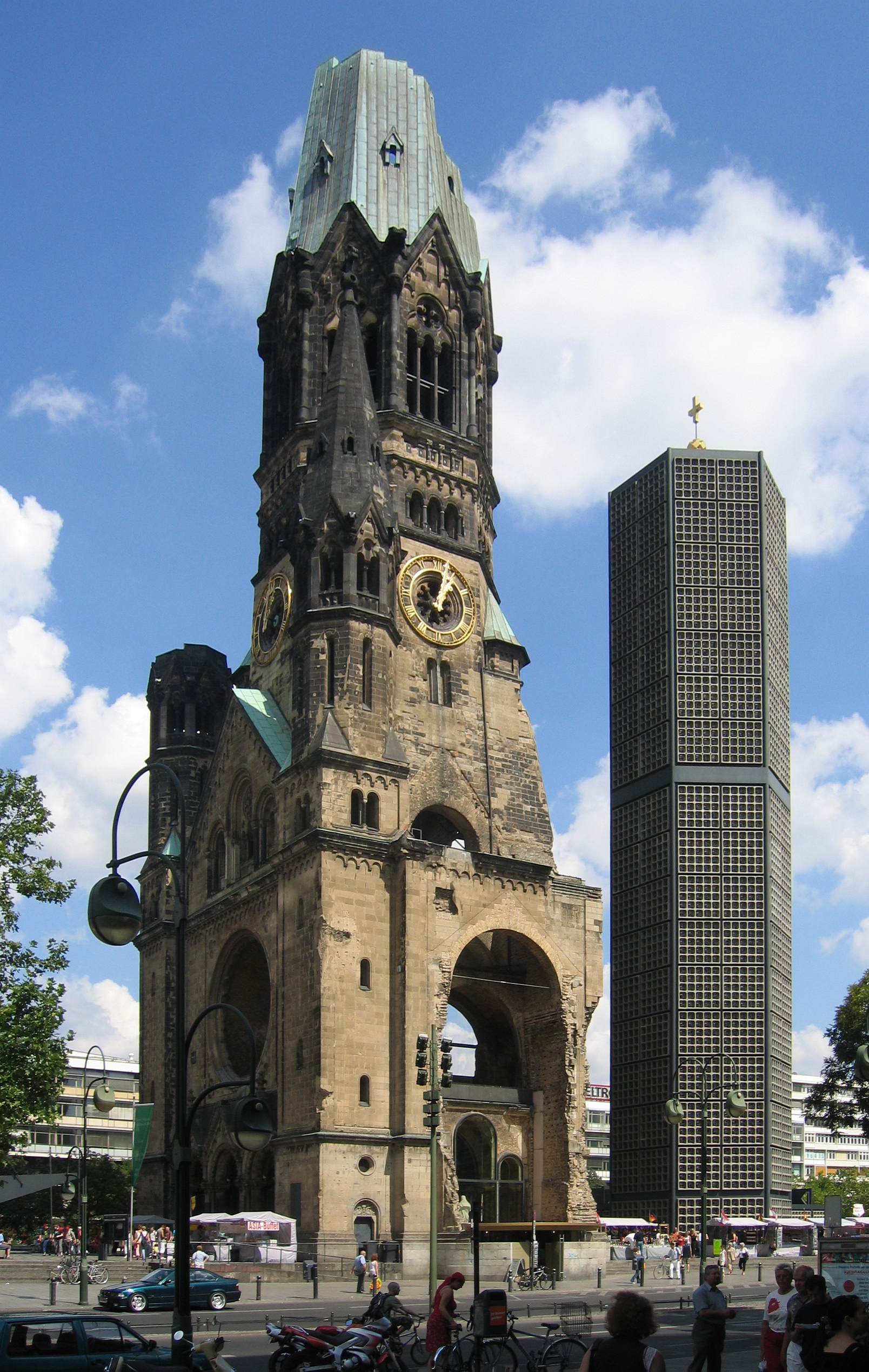
Kaiser-Wilhelm-Gedächtniskirche

## Amministrazione

### Gemellaggi
Charlottenburg è gemellata con:
- Mannheim, dal 1962
- Trento, dal 1966
- Lewisham, dal 1968
- Bad Iburg, dal 1980
- Circondario di Marburg-Biedenkopf, dal 1991
- Circondario di Waldeck-Franckenberg, dal 1991
- Linz, dal 1995
- Belváros-Lipótváros, dal 1998

### Testi di approfondimento
- (DE) Wolfgang Ribbe (a cura di), Von der Residenz zur City. 275 Jahre Charlottenburg, 2ª ed., Berlino (Ovest), Colloquium-Verlag, 1980, ISBN 3-7678-0513-8.